# Theodore William Richards

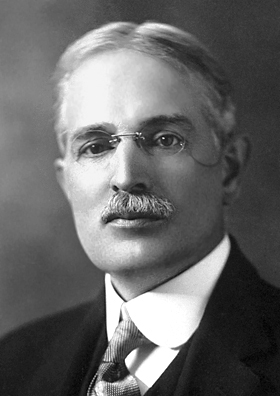
Theodore William Richards

Theodore William Richards (sinh 31 tháng 1 năm 1868 - mất năm 1928) là một nhà hóa học Hoa Kỳ. Theodore William Richards đã đoạt Giải Nobel hóa học. Ông được trao Giải Nobel để "công nhận việc ông xác định lượng nguyên tử chính xác của một số lượng lớn các nguyên tố hóa học."
Theodore Richards sinh ra tại Germantown, Philadelphia, Pennsylvania, cha ông là William Trost Richards, một họa sĩ, và mẹ là có nhũ danh Anna Matlack, một nhà thơ. Richards nhận được phần lớn giáo dục đại học của mình từ mẹ của mình. Trong thời gian ở một mùa hè tại Newport, Rhode Island, Richards đã gặp Giáo sư Josiah Parsons Cooke của Harvard, cho thấy chiếc nhẫn của cậu bé Saturn thông qua một kính viễn vọng nhỏ. Nhiều năm sau Cooke và Richards sẽ làm việc cùng nhau trong phòng thí nghiệm của Cooke.
Bắt đầu từ năm 1878, gia đình Richards đã trải qua hai năm ở châu Âu, phần lớn là ở Anh, nơi mà mối quan tâm của Theodore Richards đối với khoa học đã tăng lên mạnh mẽ hơn. Sau khi trở về gia đình đến Hoa Kỳ, ông vào học trường Cao đẳng Haverford, Pennsylvania vào năm 1883 ở 14 tuổi, nhận được một Cử nhân sỹ khoa học năm 1885. Sau đó, ông ghi danh theo học tại Đại học Harvard và nhận được bằng cử vào năm 1886, chuẩn bị thêm cho các nghiên cứu sau đại học.